# Provincia de Mantua
Mantua (en italiano: provincia di Mantova) es una provincia italiana de la región de Lombardía, en el norte de Italia. Su capital y ciudad más poblada es Mantua.
Tiene un área de 2339 kilómetros cuadrados, y una población total de 377 887 hab. (2001). Hay 78 comuni (municipios) en la provincia (fuente: ISTAT, véase este enlace).
Limita al norte y al este con la región del Véneto (provincia de Verona y provincia de Rovigo); al sur con la región de la Emilia-Romaña (provincia de Ferrara, provincia de Módena, provincia de Reggio Emilia y provincia de Parma); y al oeste con la provincia de Cremona y la provincia de Brescia.

## Municipios principales
Los principales municipios por población son:
| Municipio                  | Población |
| -------------------------- | --------- |
| Mantua                     | 48.023    |
| Castiglione delle Stiviere | 20.296    |
| Suzzara                    | 18.643    |
| Viadana                    | 17.804    |
| Porto Mantovano            | 14.612    |
| Curtatone                  | 13.033    |
| Castel Goffredo            | 10.774    |
| Virgilio                   | 10.533    |
| Goito                      | 9.961     |
| Asola                      | 9.682     |
| Gonzaga                    | 8.652     |
| San Giorgio di Mantova     | 8.275     |
| Roverbella                 | 8.056     |
| San Benedetto Po           | 7.600     |
| Marmirolo                  | 7.399     |
| Marcaria                   | 7.048     |
| Ostiglia                   | 7.046     |
| Volta Mantovana            | 6.956     |
| Pegognaga                  | 6.893     |
| Roncoferraro               | 6.859     |
| Sermide                    | 6.518     |
| Poggio Rusco               | 6.432     |
| Quistello                  | 5.864     |
| Moglia                     | 5.843     |
| Bagnolo San Vito           | 5.549     |
| Guidizzolo                 | 5.515     |
| Rodigo                     | 5.180     |